# SPARCstation 1

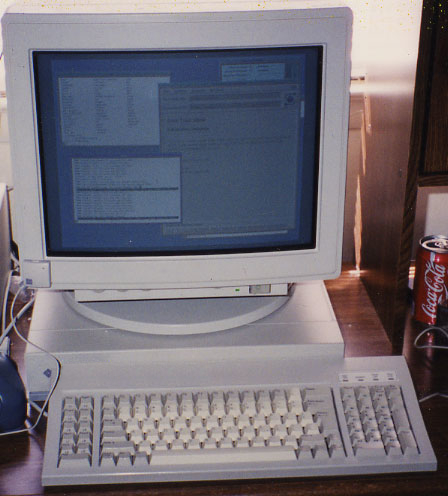
SPARCstation 1+ (25 MHz SPARC)

SPARCstation 1,またはSun 4/60はSPARC-ベースの ワークステーションでサン・マイクロシステムズから最初のSPARCstationシリーズとして販売された。発売は1989年4月で1995年にサポートが終了した。スリムな外装で高度の統合により生産しやすく設計された(正方形で3インチ高の "pizza box")。 設計はハイエンドのIBM互換機やMacと競合する価格帯US$8,995 (ハードディスク無し)から約US$20,000で販売された。最初の年に約35,000台売れた。
コンピュータはLSIコーポレーションのRISC CPUで20 MHzで作動する。 Weitek 3167 (または 3170) FPUコプロセッサを搭載していた。